# Leopoldina Német Természettudományos Akadémia
A Leopoldina Német Természettudományos Akadémia (németül: Deutsche Akademie der Naturforscher Leopoldina) a legrégibb akadémia a német nyelv területén. 1652-ben alapították Academia Naturae Curiosorum néven Schweinfurtban.

## Története
1687 óta az akadémiának a neve Sacri Romani Imperii Academia Caesareo-Leopoldina Naturae Curiosorum, röviden Leopoldina, I. Lipót német-római császár után. 1878-ban költözött Halleba.
2008. július 14-én a német nemzeti akadémia lett.

### Elnökök
- 1652–1665 Johann Lorenz Bausch – Jason I. (Schweinfurt)
- 1666–1686 Johann Michael Fehr – Argonautoa I. (Schweinfurt)
- 1686–1693 Johann Georg Volckamer – Helianthus I. (Nürnberg)
- 1693–1730 Lukas Schröck – Celsus I. (Augsburg)
- 1730–1735 Johann Jakob Baier – Eugenianus I. (Altdorf bei Nürnberg)
- 1735–1769 Andreas Elias Büchner – Bacchius (Erfurt, Halle)
- 1770–1788 Ferdinand Jakob Baier – Eugenianus II. (Nürnberg)
- 1788–1791 Heinrich Friedrich Delius – Democedes II. (Erlangen)
- 1791–1810 Johann Christian von Schreber – Theophrastus Eresius IV. (Erlangen)
- 1811–1818 Friedrich von Wendt – Diocles Carystius IV. (Erlangen)
- 1818–1858 Christian Gottfried Daniel Nees von Esenbeck – Aristoteles III. (Erlangen, Bonn, Breslau)
- 1858–1862 Dietrich Georg Kieser – Scheuchzer I. (Jéna)
- 1862–1869 Carl Gustav Carus – Cajus II. (Drezda)
- 1870–1878 Wilhelm Behn – Marco Polo I. (Drezda)
- 1878–1895 Hermann Knoblauch – Thomas Johann Seebeck (Halle)
- 1895–1906 Karl von Fritsch (Halle)
- 1906–1921 Albert Wangerin
- 1921–1924 August Gutzmer
- 1924–1931 Johannes Walther
- 1932–1950 Emil Abderhalden
- 1952–1953 Otto Schlüter
- 1954–1974 Kurt Mothes
- 1974–1990 Heinz Bethge
- 1990–2003 Benno Parthier
- 2003–2010 Volker ter Meulen
- 2010–2020 Jörg Hacker
- 2020 márciusa óta Gerald Haug

### Híres tagok
- Johann Wolfgang von Goethe (1749–1832), Sektion Botanik
- Adelbert von Chamisso (1781–1838), Sektion Botanik
- Charles Darwin (1809–1882), Sektion Naturforscher
- Werner von Siemens (1816–1892), Sektion Physik
- Marie Curie (1867–1934), Sektion Physik
- Otto Hahn (1879–1968), Sektion Chemie
- Albert Einstein (1879–1955), Sektion Physik, 1933 kizártak
- Niels Bohr (1885–1962), Sektion Physik
- Werner Heisenberg (1901–1976), Sektion Physik
- Carl Friedrich von Weizsäcker (1912–2007), Sektion Physik